# Zagorje, Sveti Tomaž
Zagorje este o localitate din comuna Sveti Tomaž, Slovenia, cu o populație de 71 de locuitori.